# ヴュルテンベルク鉄道455形電車
ヴュルテンベルク鉄道455形電車（ヴュルテンベルクてつどう455がたでんしゃ）は、ドイツの鉄道事業者であるヴュルテンベルク鉄道（Württembergische Eisenbahn-Gesellschaft、WEG）が所有する電車。スペインの鉄道車両メーカーであるCAFが製造を担当しており、同社が展開する「ネクシオ（Nexio）」ブランドの1車種である。

## 概要
ヴュルテンベルク鉄道が列車の運行を担当するシェーンブーフ線（Schönbuchbahn）は、路線の改良が行われた1990年代以降利用客の増加が続いており、2015年にシェーンブーフ線を所有するシェーンブーフ鉄道協会（Zweckverband Schönbuchbahn、ZVS）は路線の複線化、本数増加、そして一部区間の電化や車庫の建設を始めとした輸送力の増強計画を発表した。その一環として新型電車の導入も行う事となり、2017年4月にスペインのCAFとの間に9両の電車を導入する契約が交わされた他、後に3両の追加発注も行われた。これらの契約を基に製造が行われたのが455形電車「Nexio」である。
全長39,140 mmの3車体連接車で、前後車体に1基（動力台車）、中間車体に2基（動力台車、付随台車）のボギー台車が設置されている。この構造により、同区間を運行する連節式電車と比べて重量が分散され、線路にかかる荷重を抑える事が可能となっている。車体構造はドイツの鉄道規格のうち「軽量地域鉄道車両（Leichten Nahverkehrstriebwagen、LNT）」に基づいて設計されており、床上高さはプラットフォームの高さ（760 mm）に合わせた730 mm（満員時） - 790 mm（空車時）に抑えている。また、車内には2箇所の車椅子スペースが設けられている他、通路や乗降扉を広くとる事で車内の往来や乗降が容易となっている。
製造は2020年から2021年にかけて行われており、当初は2021年9月から営業運転を開始する予定であったが、油圧ブレーキの構造を始めとした鉄道規格に適合しない箇所が指摘され、それらの改良や試験、承認などの過程に数年を費やす事態となりスケジュールに遅れが生じた。連邦鉄道庁から営業運転に関する承認を得たのは2025年で、以降試運転を経て同年中に順次営業運転に投入される事になっている。

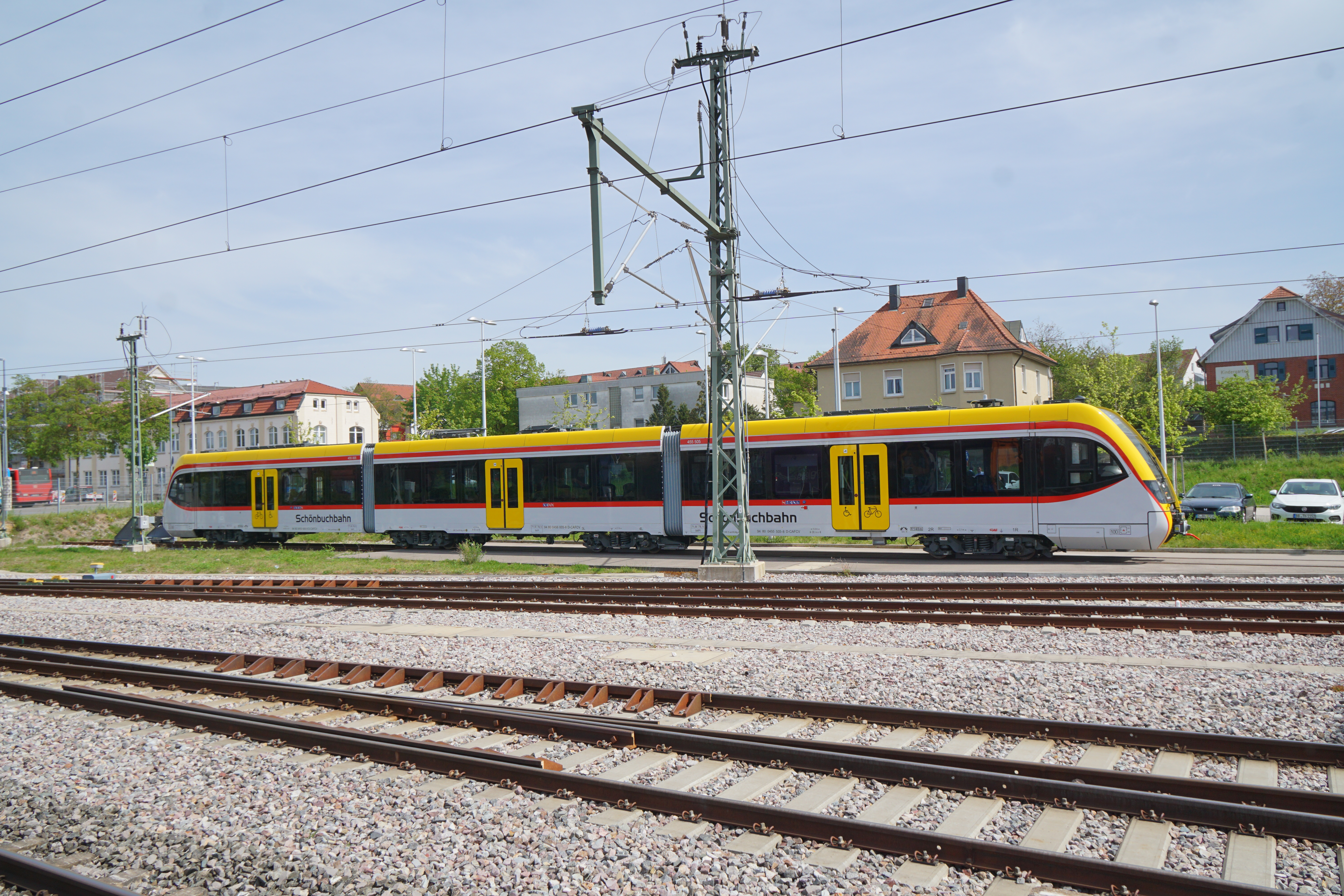
側面（2024年撮影）
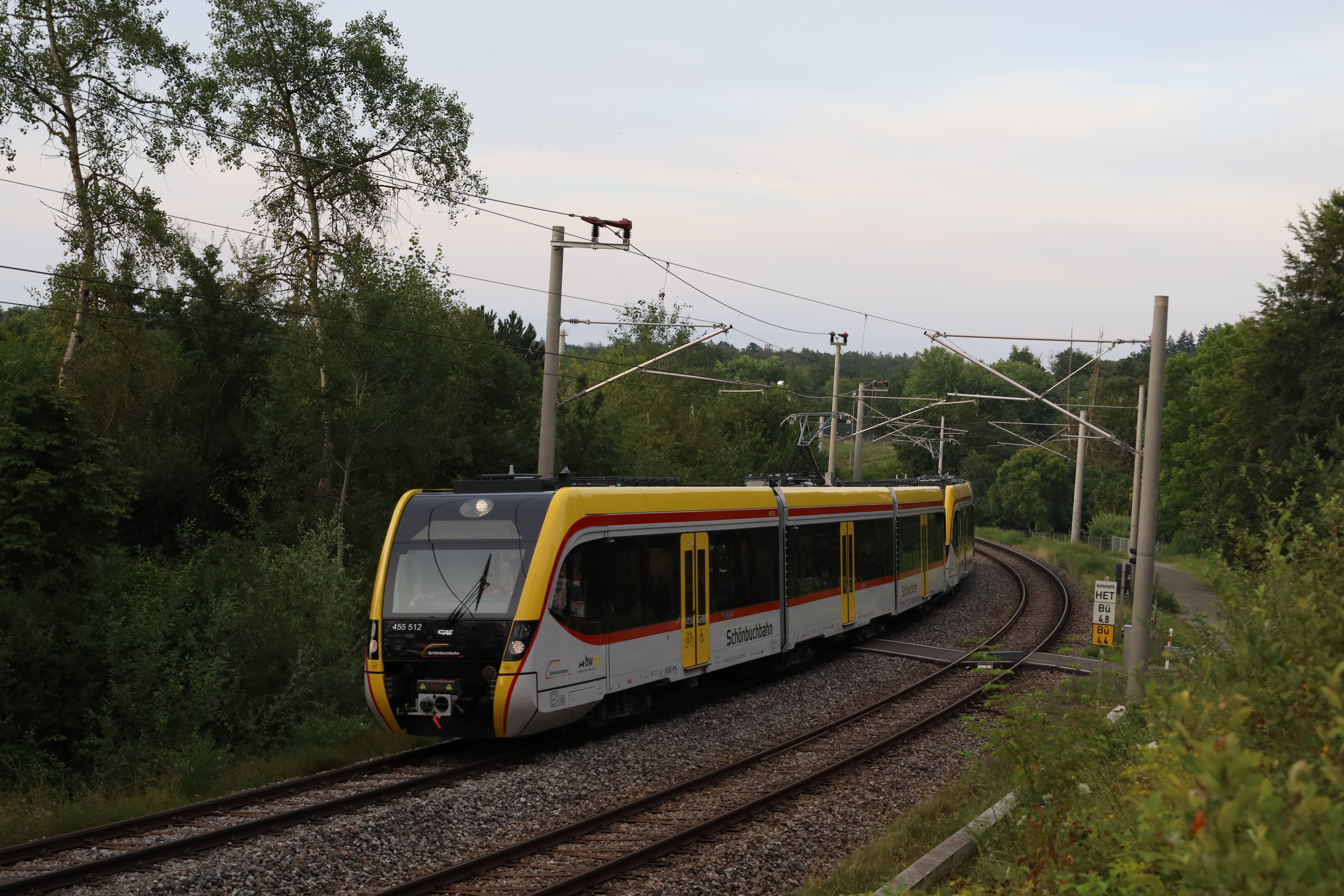
試運転中の455形電車（2024年撮影）